# Il risveglio delle tenebre (ciclo)
Il risveglio delle tenebre è una serie di romanzi di Susan Cooper, che narra di una guerra tra due forze soprannaturali, la Luce e le Tenebre, che si contendono quattro "Oggetti di Potere": il Graal, la Spada, l'Arpa e i Segni.
I libri che compongono la saga sono Sopra il mare sotto la terra, Uno spicchio di tenebra, Stregaverde, Il Re Grigio e L'albero d'argento.

## Trama

### Sopra il mare sotto la terra
Il libro narra di tre ragazzi, Jane, Simon e Barney, in vacanza in Cornovaglia con il prozio Merry. Scoprono così una mappa, e, con l'aiuto del prozio, scoprono che conduce al nascondiglio del Santo Graal. Ostacolati da alcuni servi della Tenebra, riescono comunque a trovare il prezioso oggetto, ma lasciano cadere in mare il manoscritto per decifrare il testo sul calice, che viene poi esposto al museo.

### Uno spicchio di tenebra
Il libro parla di Will Stanton, un ragazzino che scopre di essere l'ultimo di una organizzazione della Luce, i Vetusti, e che deve trovare i Sei Segni. Dopo averli riuniti insieme, anche grazie all'aiuto del suo maestro, Merriman, li usa per scacciare la Tenebra e il suo rappresentante, il Cavaliere.

### Stregaverde
Durante una nuova vacanza in Cornovaglia, Jane, Simon e Barney incontrano Will, e lo aiutano a ritrovare il Graal, rubato dalle Tenebre, che vogliono il manoscritto per decifrarlo. Il manoscritto, però, è caduto nelle mani della figlia di Tetide, signora degli abissi, la Stregaverde, che decide infine di darlo alla Luce dopo che Jane pensa per la prima volta a lei come ad una persona.

### Il Re Grigio
Will va in vacanza in Galles, dove, guidato dal manoscritto del Graal, incontra un ragazzo di nome Bran e ritrova l'Arpa d'oro, custodita da Re Artù. Capisce, in seguito, che Bran è in realtà il figlio di Artù, il Pendragon, inviato nel suo tempo. Nel frattempo, inizia la sua lotta contro il Re Grigio. In seguito scopre che per distruggere il Re Grigio non servono solo i suoi poteri, ma anche quelli dei Sei Cavalieri Dormienti (i Cavalieri della tavola rotonda). Will riesce infine a svegliare i Sei Cavalieri Dormienti e a distruggere il Re.

### L'albero d'argento
Will, Bran, Jane, Simon, Barney e Merriman si incontrano in Galles, dove si separano. Will e Bran partono alla ricerca della Spada di Cristallo, e la trovano nella terra perduta. Bran prende la Spada, e insieme ritornano dagli altri, per arrivare infine all'albero di mezza estate, un albero che permetterà loro di scacciare la Tenebra fuori dal Tempo.

## Altri media
Nel 2007 il secondo romanzo è stato adattato nel film Il risveglio delle tenebre diretto da David L. Cunningham.